# Henri Kichka
Pour les articles homonymes, voir Kichka.
Henri Kichka, né le 14 avril 1926 à Bruxelles et mort le 25 avril 2020 dans la même ville, est un survivant belge des camps d'extermination nazis, issu d'une famille juive d'origine polonaise. Il est le seul de sa famille à avoir survécu à la déportation des Juifs de Belgique. 
Au début des années 1980, il commence à témoigner auprès des plus jeunes accomplissant un « devoir de mémoire ». En 2005, il écrit son autobiographie Une adolescence perdue dans la nuit des camps préfacée par Serge Klarsfeld. Il est le père du caricaturiste Michel Kichka.

## Biographie

### Enfance
Le père d'Henri Kichka, Josek Kichka (Josek Kiszka), est né en Empire Russe, Gouvernement de Varsovie (à présent Pologne) à Skierniewice le 13 août 1898. En 1918, il fuit la montée de l'antisémitisme. Lors de son périple, il connaîtra l'emprisonnement et les brutalités allemandes. Libéré, il s'installe à Bruxelles. La mère d'Henri, Chana Gruszka, est née à Kaluszyn, le 15 décembre 1899. Elle arrive en Belgique en 1924. Le couple renonce à la nationalité polonaise et vit comme apatride. 
Ainé de la famille, Henri naît à Bruxelles, le 14 avril 1926. Bertha, sa sœur, naît le 30 août 1927 et Nicha, le 27 octobre 1933. En 1935, la famille s'installe à Saint-Gilles, rue Coenraets, dans le quartier juif de la gare du Midi. Peu pratiquante, la famille ne fréquente la synagogue qu'aux grandes fêtes religieuses et se reconnait dans les idées de la Gauche largement véhiculées dans la communauté à l'époque.
Henri grandit dans un milieu modeste, mais ne manque de rien. Son père est tailleur pour hommes, en plus de sa clientèle, il vend ses confections sur différents marchés bruxellois. Henri poursuit sa scolarité et se révèle être un brillant élément. À l'école primaire, il apprend le français, la langue usuelle à la maison étant alors le yiddish. Le polonais était proscrit. Par la suite, Henri apprendra plusieurs autres langues dont l'allemand, ce qui se révélera fort utile pour la suite,.

### La guerre
En mai 1940, la famille est abasourdie par l'invasion de la Belgique par les nazis. Josek, le père, ne se fait aucune illusion sur le sort qui sera réservé aux Juifs, sa blessure de 1918 n'étant pas encore cicatrisée. Il décide de partir pour l'exode en France. Le 13 mai 1940, la famille prend le train à la gare du Midi, direction le Sud de la France. De nombreuses familles juives avaient également fait le choix de fuir l'avance allemande. Après trois jours de voyage, ils se retrouvent à Toulouse puis, à cinquante kilomètres de là, à Revel dans la Haute-Garonne. De là, en septembre 1940, ils sont contraints de rejoindre un camp pour réfugiés à Agde. La famille constate qu'ils sont bel et bien détenus prisonniers derrière des barbelés tenus par des gardes en armes à la solde du Régime de Vichy. Les femmes et enfants et les hommes sont séparés dans deux camps distincts. Fin novembre 1940, ils sont transférés à Rivesaltes à sept kilomètres de Perpignan. À la fin de 1940, à la suite des démarches accomplies par Régine, une tante ayant immigré vers Paris avant guerre, la famille est libérée et remonte un temps sur Paris puis regagne la Belgique et Bruxelles en passant par le camp pour réfugiés belges en difficulté de Châteauroux. De retour à Bruxelles, ils assistent impuissants, à l'imposition des différentes ordonnances allemandes qui ne sont qu'autant de brimades dont l'ultime sera l'imposition du port de l'étoile jaune, le 27 mai 1942. Les camarades de classe et professeur d'Henri, en signe de solidarité, décident, eux aussi, de porter l'étoile jaune,.

#### Déportation

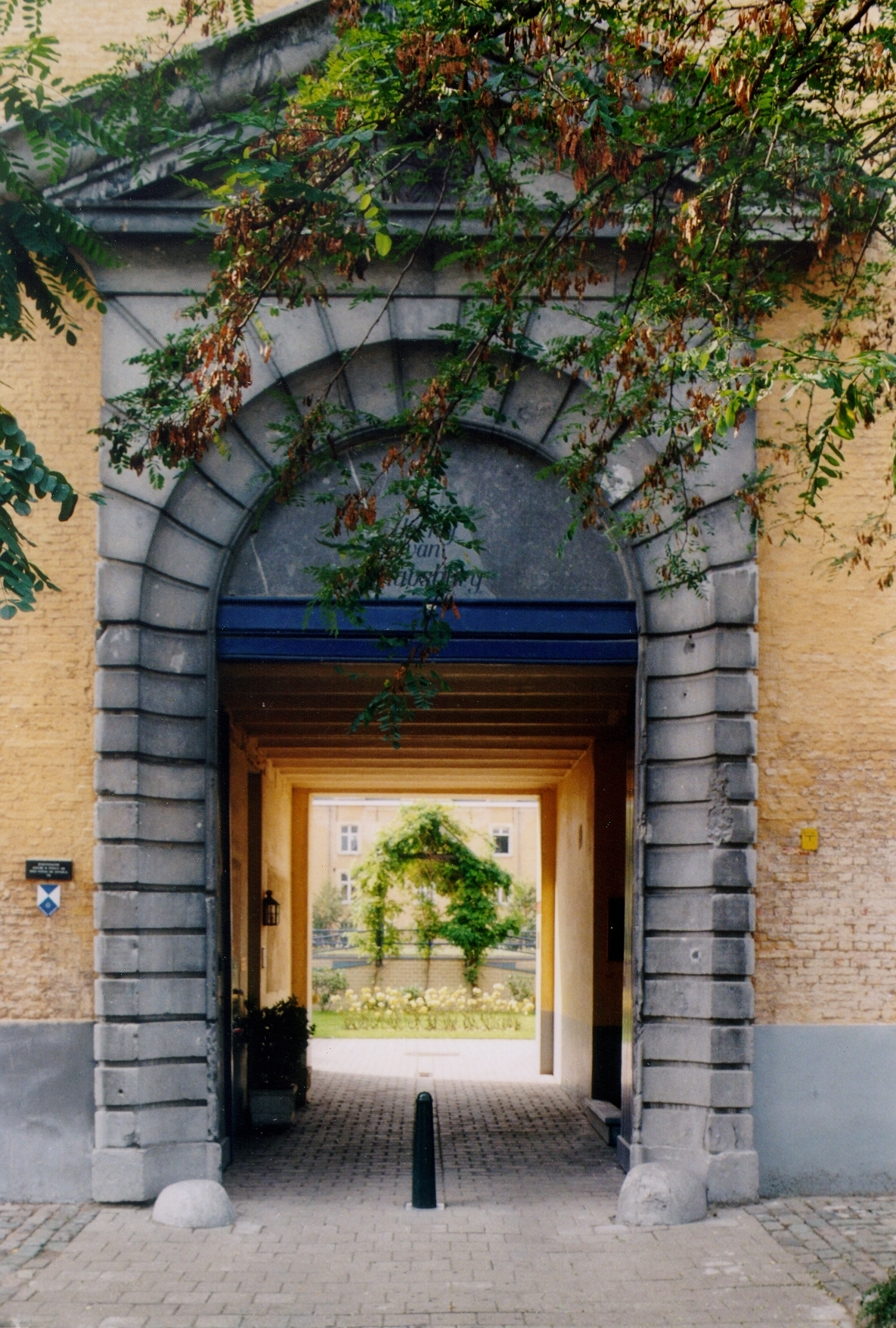
Portail d'entrée de la caserne Dossin à Malines.

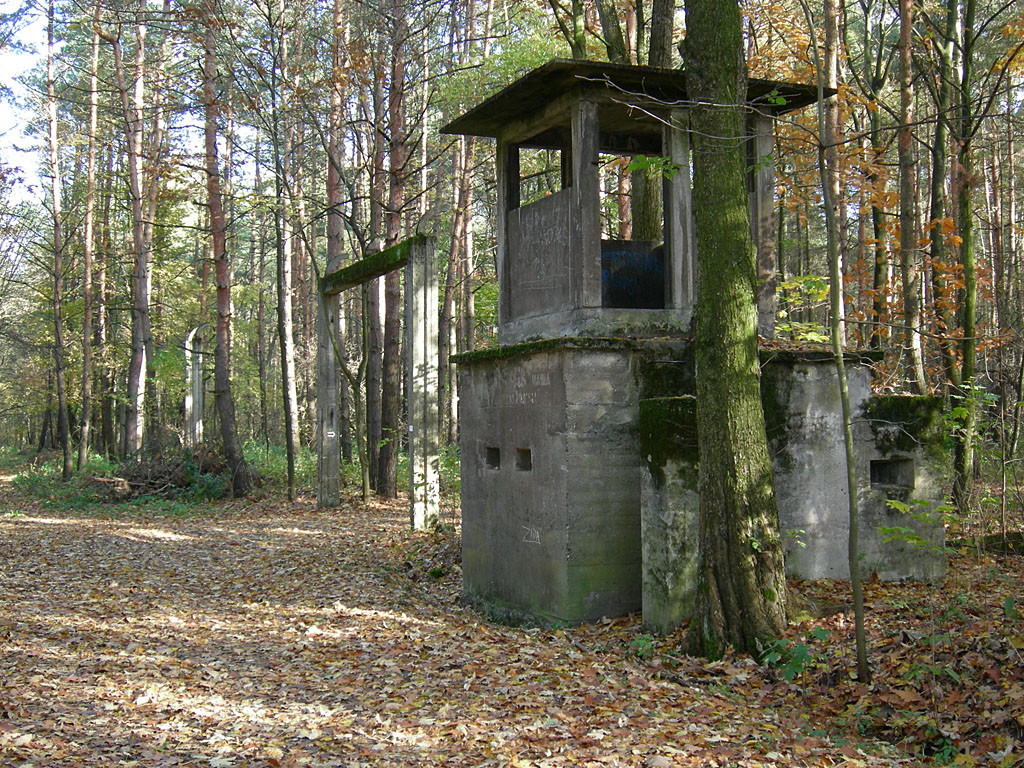
Entrée du camp de Blechhammer.

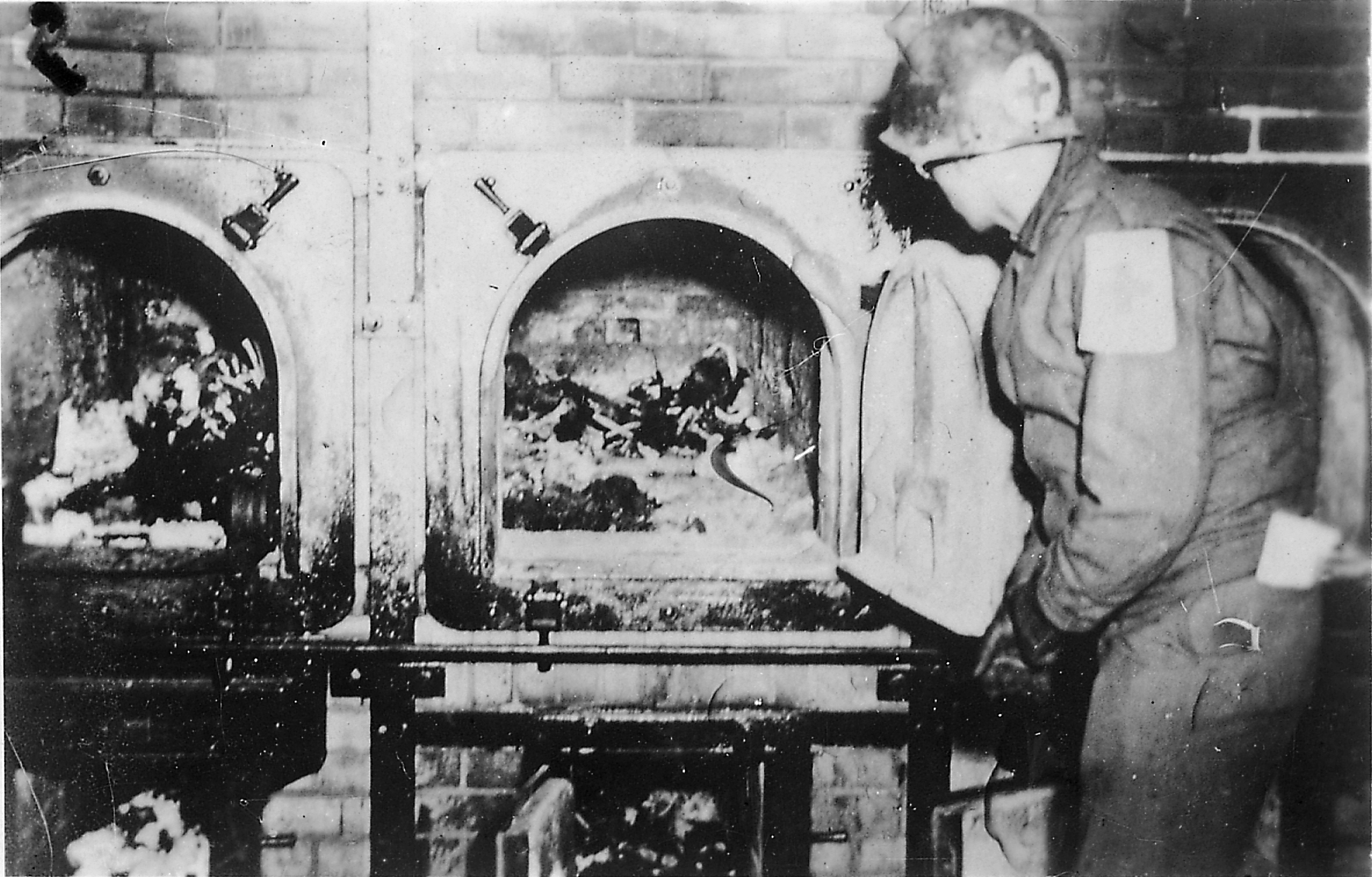
Buchenwald le 16 avril 1945.

Le 1er août 1942, Bertha fut la première à recevoir sa convocation à Malines. Il s'agit d'une missive, envoyée par l'Association des Juifs en Belgique invitant les destinataires à se présenter à la caserne Dossin à Malines pour le travail obligatoire, euphémisme et stratagème allemand pour masquer leur politique génocidaire en Europe. Le courrier, menaçant, est sans ambigüité. Aujourd'hui encore, Henri Kichka ne comprend pas pourquoi, toute la famille a accompagné Bertha pour prendre le tram vers la gare du Midi. C'est la dernière fois qu'il verra sa sœur. Bertha est assassinée par les nazis dès son arrivée à Auschwitz. La famille ignore tout de son sort, le désespoir est grand. Dans la nuit du 3 au 4 septembre 1942 a lieu à Bruxelles, dans le quartier juif de la gare du Midi, l'unique rafle perpétrée par les Allemands à Bruxelles. Dans l'angoisse, la famille entend les coups de crosses sur les portes des maisons: "Alle Juden, raus!". Les familles, aux abois, sont rassemblées à la gare du Midi et acheminées vers la caserne Dossin. Les conditions sanitaires y sont déplorables. Après huit jours, ils ont reçu leur matricule: Josek, le père, le IX-603; Chana, la mère, le IX-604; Henri, le IX-605, Nicha, le IX-606 et Esther, une tante retrouvée sur place, le IX-607. La machine administrative allemande est bien huilée, le piège s'est refermé. Ils feront tous partie du convoi n° 9 du 12 septembre 1942. Comme les convois VI, VII, VIII, XII et XIII, le IXe convoi fit une halte à Kosel,. Les hommes âgés entre 15 et 55 ans durent descendre du train pour être affectés au travail obligatoire. Les femmes et les enfants poursuivirent seuls leur voyage vers Auschwitz. Chana, Nicha et Esther sont assassinées par les nazis à leur arrivée au camp, le 14 septembre 1942. La veille, le 13 septembre 1942, Henri et son père, Josek, avaient été internés au camp de Sarkau pour prendre part à la construction d'une voie ferrée. Humiliations, privations, coups étaient alors leur quotidien. Ils sont alors transférés à Klein-Margersdorf puis à Tarnowitz, le 21 octobre 1942. Henri souffre d'un pied gelé et d'un œdème, il est envoyé au Revier qui n'est rien d'autre que le mouroir du camp. Fin mars 1943, il est pour la première fois séparé de son père et transféré au camp de convalescence de Sint-Annaberg où il ne reçoit que très peu de nourriture. En avril 1943, il est transféré à nouveau vers Shoppinitz et, en mai 1943 à Blechhammer (Auschwitz IV), camp annexe d'Auschwitz où il retrouve son père. Tatoués, Henri reçoit le numéro de matricule 177789 et son père, le 177777. Ils sont désormais contraints de porter l'uniforme rayé, bleu et blanc, des prisonniers. Le 21 janvier 1945, face à l'avance de l'Armée rouge, ils sont contraints à une marche de la mort qui, par des températures nocturnes de −18 °C à −31 °C, les conduisit à Gross-Rosen. Ceux d'entre eux devenus trop faibles étaient abattus d'une balle dans la nuque. Sur les 5 000 déportés qui connurent cette marche de la mort, seuls 750 survécurent. Après une énième selektion, ils sont placés dans des wagons sans toit, connaissent le bombardement de Weimar et arrivent à Buchenwald, le 10 février 1945. Là, Henri échappe une nouvelle fois à la mort grâce à des Kapos communistes. Henri et son père connaissent la libération du camp de Buchenwald, le 11 avril 1945. Henri aura 19 ans trois jours plus tard. Affaibli, ayant dû être amputé d'un pied, Josek, le père d'Henri meurt en avril 1945,.

#### La libération
Libéré, Henri est envoyé à l'aéroport de Weimar où il séjourne 17 jours puis est rapatrié en camion vers la Belgique où il arrive le 5 mai 1945, il pèse 39 kg. Voici plus de neuf mois que Bruxelles a été libérée. Il est hébergé un temps dans un Centre d'accueil à Uccle, puis s'adresse à l'AIVG (Aide aux Israélites Victimes de la Guerre née de l'organe clandestin qu'était le Comité de défense des Juifs). On lui diagnostique une tuberculose, il est hospitalisé un mois à l'hôpital Brugmann et poursuivra sa convalescence durant 16 mois au sanatorium Georges Brugmann à Alsemberg. Le 30 août 1946, il rejoint l'orphelinat de l'AIVG. Parmi les enfants qui sont tous d'anciens enfants cachés il est le seul à avoir connu la déportation et à y avoir survécu. Sa majorité approchant, il prend un appartement en location avec son ami Beno Linzer et décroche un emploi chez un maroquinier. En 1947, il s'inscrit à l'Union sportive des jeunes Juifs (USJJ), renouant par là avec sa communauté,.

### Après la guerre
Le 9 avril 1949, il épouse Lucia Swierczynski. En 1952, il obtient la nationalité belge. La vie reprend son cours. Son adolescence, comme il l'écrira plus tard, fut perdue dans les camps. Il faut tout reconstruire, panser des blessures qui ne guériront pas. Le couple aura quatre enfants, Khana, Michel, Irène et Charly, neuf petits-enfants et de nombreux arrière-petits-enfants. Sa femme Lucia meurt le 22 septembre 2001.
Jusqu'au début des années 1980 Henri Kichka ne parlera pas de ce que lui et sa famille avaient enduré. Ensuite, une fois pensionné, après une carrière dans le textile, il sera un infatigable témoin de la Shoah transmettant son témoignage auprès de jeunes collégiens et prenant part à de nombreux voyages commémoratifs vers Auschwitz,.

### Mort
Atteint par le Covid-19, Henri Kichka meurt le 25 avril 2020 à la maison de retraite Heureux Séjour de Bruxelles à l’âge de 94 ans.

## Famille
| Famille        | Parenté | Date de naissance | Devenir                                              |
| -------------- | ------- | ----------------- | ---------------------------------------------------- |
| Josek Kichka   | Père    | 13 août 1898      | mort après la libération de Buchenwald en avril 1945 |
| Chana Gruszka  | Mère    | 15 décembre 1899  | morte à Auschwitz, le 14 septembre 1942              |
| Henri Kichka   |         | 14 avril 1926     | de retour à Bruxelles, le 5 mai 1945                 |
| Bertha Kichka  | Sœur    | 30 août 1927      | morte à Auschwitz, en août 1942                      |
| Nicha Kichka   | Sœur    | 27 octobre 1933   | morte à Auschwitz, le 14 septembre 1942              |
| Esther Gruszka | Tante   | ~1912             | morte à Auschwitz, le 14 septembre 1942              |

## Reconnaissance
- Henri Kichka a été pendant des années, le porte-drapeau de l’Union des déportés juifs en Belgique et membre de onze associations patriotiques.
- L’association 83rd Thunderbold DIV inaugure en 2006 un wagon-musée qui lui est consacré à Bihain près de Vielsalm.
- Henri Kichka est fait citoyen d'honneur de la commune de Forest[2].
- Il reçoit du Centre communautaire laïc juif le titre de Mensch de l’année 2008, en même temps que l'historien Maxime Steinberg[Note 2].

## Publication
- Henri Kichka, Une adolescence perdue dans la nuit des camps, Édition Luc Pire / Les Territoires de la mémoire, 2005.